# 7723 Lugger
7723 Lugger este o planetă minoră (asteroid), cu un diametru de 3,396 km, din Mars-crossing asteroid⁠(d). A fost descoperită pe 28 august 1952 la Observatorul Goethe Link⁠(d) de Indiana Asteroid Program⁠(d). 
Obiectul prezintă o orbită caracterizată de o semiaxă mare de 2,2952273 UAi, o excentricitate de 0,3, o înclinație de 6,06307 ° în raport cu ecliptica.